# Victor Fürth
Victor Fürth, též Viktor Fürth nebo Victor Furth, (16. února 1893, Horažďovice – 23. srpna 1984, Oxford, Ohio, USA) byl architekt a pedagog židovského původu, který působil ve dvacátých a třicátých letech v Praze. Před druhou světovou válkou emigroval do Anglie a posléze do USA. Byl blízkým spolupracovníkem dalšího židovského architekta Ernsta Mühlsteina.

## Život
Narodil se v roce 1893 v Horažďovicích, v německé židovské rodině. Jeho otec tam byl spolumajitelem továrny, která vyráběla papír ze slámy. Po požáru továrny rodina přesídlila do Prahy, kde otec působil nejdříve jako obchodník a později se stal továrníkem. Victor Fürth navštěvoval německou reálku v Mikulandské ulici v Praze, kde byl jeho spolužákem Ernst Mühlstein, se kterým se spřátelil. V roce 1910, po ukončení reálky, začali oba studovat na Pražské německé technice. Victor Fürth za války studium přerušil a do školy se vrátil na podzim roku 1918. Studium dokončil v roce 1921 a mezi roky 1923–1925 založil společně s Ernstem Mühlsteinem projekční ateliér, kde oba působili až do roku 1939.
Vzhledem ke svému původu, odjeli oba architekti v roce 1939 do exilu v Anglii, kde se jejich cesty rozdělily. Ernst Mühlstein cestoval dále do Austrálie, zatímco pro Victora Fürtha a jeho rodinu se stala Anglie domovem na dalších deset let. Svými projekty významně přispěl k poválečné obnově Londýna a stal se členem Královského institutu britských architektů (Royal Institute of British Architects – RIBA).
V roce 1949 dostal pracovní nabídku na místo hostujícího profesora architektury na Miami University ve městě Oxford ve státě Ohio v USA. Odcestoval do USA, kde se usadil a kam ho po čtyřech letech následovala jeho žena Martha (1908–1997) se synem Martinem (1930–1993). Od roku 1954 se stal na Miami University řádným profesorem architektury a působil tam i po odchodu do důchodu, na částečný úvazek. Zemřel 23. srpna 1984 a byl pohřben na hřbitově v Oxfordu.

## Dílo
Návrhy všech staveb v Čechách, i některých ve světě, vznikaly v autorské spolupráci s Ernstem Mühlsteinem, který si v australském exilu změnil jméno na Ernst Edward Milston a jsou společným dílem obou architektů. Ve své tvorbě byli zpočátku ovlivněni expresionismem, což dokládá Kressova vila v Praze 6 – Bubenči. Pak následovalo velice plodné období funkcionalismu a známé stavby jako Schückova vila v Praze – Troji, která byla jeden čas rezidencí Gustáva Husáka a nyní je rezidencí Velvyslanectví Korejské republiky. Dále obchodní a bytový dům Te–Ta (Teweles – Taussig) v Jungmannově ulici v Praze 1, bytový dům v souboru Molochov architekta Josefa Havlíčka, na rozhraní pražského Bubenče a Letné, nebo donedávna neobjevená vila Franze Nožičky v České Kamenici. Prvky romantismu používali autoři při návrzích vil a rodinných domů "hollywoodského" typu podle přání svých zákazníků.
Kromě Prahy a Náchodska (Náchod, Hronov, Malá Skalice) realizovali své stavby i v severních Čechách (Ústí nad Labem, Česká Kamenice). Po odchodu do emigrace v roce 1939 ale jejich pracovní kontakty neustaly, a stavby podle společných návrhů obou architektů se nacházejí v Ohiu a Indianě v USA, v australském Melbourne nebo italské Cortině d'Ampezzo.

### Realizované stavby

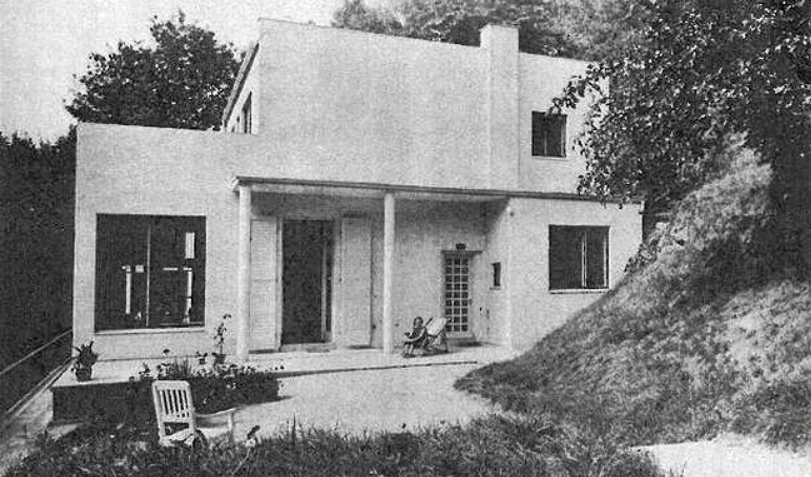
Vila Franze Nožičky, Česká Kamenice čp. 358

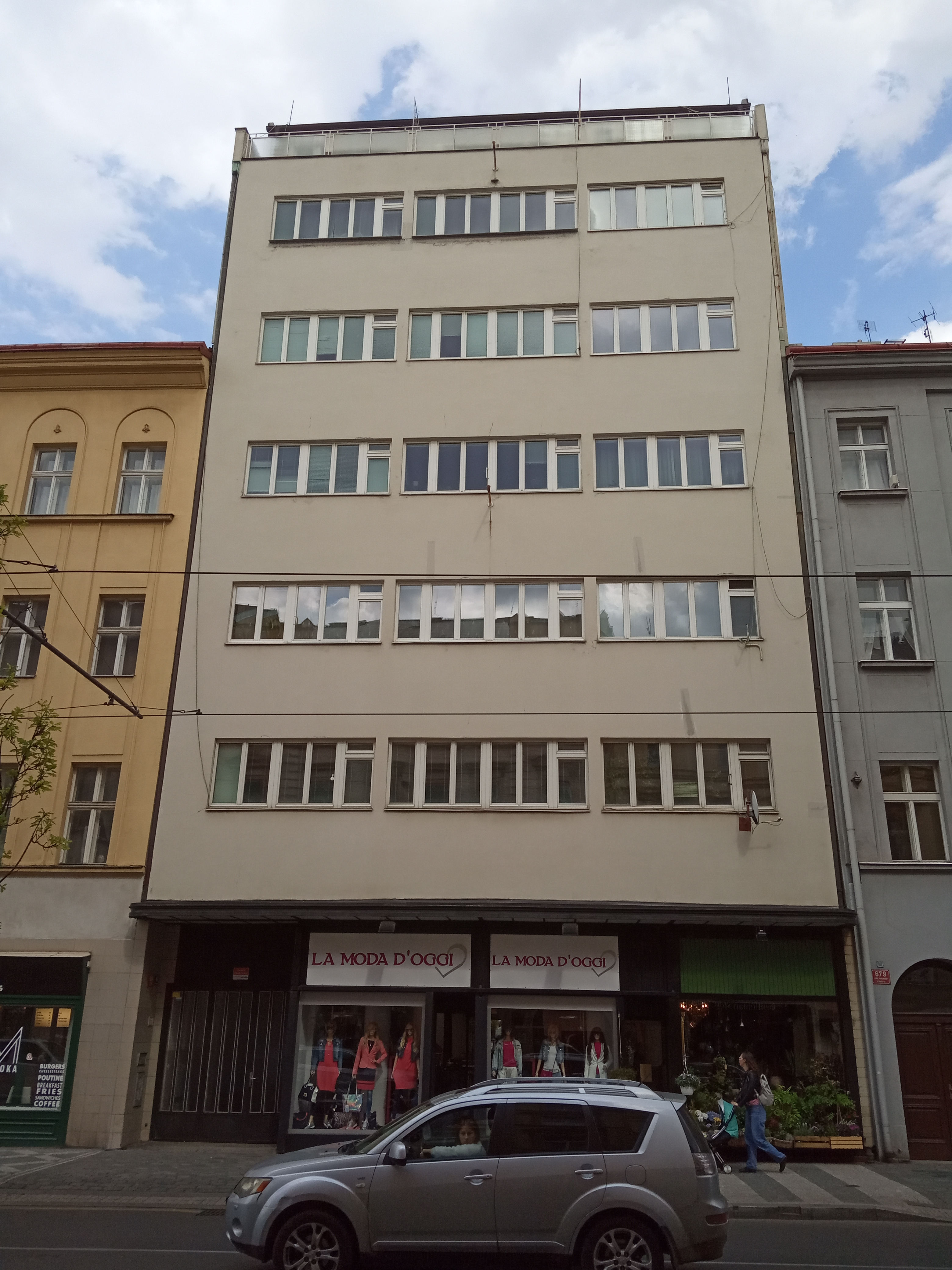
Obchodní a nájemní dům, Praha, Bělehradská čp. 644

- 1920–1922 Rodinný dům č. p. 428, Praha 6 – Bubeneč, Juárezova 12
- 1923 Vila Kress, č. p. 515, Praha 6 – Bubeneč, Českomalínská 41
- 1926–1928 Palác firmy Continental č. p. 2028, Praha 2 – Vinohrady, Blanická 15
- 1927-1928 Vila č. p. 540, Praha 6 - Střešovice, Slunná 29
- 1928 Vila č. p. 285, Praha 4 – Podolí, Pod Klaudiánkou 23
- 1928–1929 Vila Schück, č. p. 222, Praha 7 – Troja, Nad Kazankou 39[4]
- 1928–1930 Administrativní budova s garážemi firmy Ford, č. p. 98, Sokolovská 96
- 1932 Vila Löwenbach, Náchod, přestavba 1936
- 1932 Vila Franze Nožičky, Česká Kamenice, Na Vyhlídce č.p. 358,[5]
- 1932–1933 Nájemní dům s obchody, č. p. 927 a 928, Praha 6 – Bubeneč, Československé armády 17 a 19
- 1932–1933 Nájemní dům s obchody, č. p. 1187 a 2060, Praha 1 – Nové Město, Soukenická 27 a 29
- 1933 Obchodní dům Te-Ta, č. p. 747, Praha 1 – Nové Město, Jungmannova 28
- 1933 Villa Bermann, Hronov
- 1934 Vila č. p. 45, Praha 6 – Bubeneč, Chittussiho 14
- 1934 Nájemní dům č.p. 528, Praha 7 – Holešovice, Veletržní 19
- 1934–1935 Nájemní dům č.p. 195, Praha 7 – Holešovice, Janovského 28
- 1934–1935 Nájemní dům č.p. 199, Praha 7 – Holešovice, Schnirchova 11
- 1934 Přístavba k vile č. p. 1952, Ústí nad Labem, Na vyhlídce 13[6]
- 1934–1936 Obchodní a nájemní dům č. p. 644, Praha 2 – Vinohrady, Bělehradská 96
- 1936 Villa Bondy, Malá Skalice, Maloskalická 147
- 1936–1937 Nájemní dům s obchody, č. p. 269, Praha 5 – Smíchov, Zubatého 1
- 1937 vila č. p. 1654, Praha 6 – Dejvice, Velvarská 1
- 1937 Rodinný dům č. p. 2344, Praha 5 – Smíchov, U Mrázovky 13
- 1937–1938 Nájemní dům č. p. 861, Praha 7 – Bubeneč, Milady Horákové 74 – část budovy Molochov[7]
- 1937–1939 činžovní dům č. p. 2058, Praha 2 – Nové Město, Masarykovo nábřeží 38

Domy sociálního bydlení v Dejvicích, Libni a na Žižkově.